# Emma Maltais
Emma Maltais (Burlington, 4 de novembro de 1999) é uma jogadora de hóquei no gelo canadense. Ela faz parte da equipe do Ohio State Buckeyes da NCAA Division I.
Durante o ensino médio, ela jogou pelo Oakville Hornets na Provincial Women's Hockey League (PWHL), onde atuou como capitão da equipe na temporada 2016-17 e estabeleceu um recorde da equipe para pontos na carreira com 147. Em 11 de janeiro de 2022, Maltais foi convocada para a seleção do Canadá nos Jogos Olímpicos de Inverno de 2022, que conquistou a medalha de ouro.